# İzmir Halcyons 2019
Questa voce raccoglie le informazioni riguardanti gli İzmir Halcyons nelle competizioni ufficiali della stagione 2019.

## 2. Lig 2019

### Stagione regolare
| 20 aprile 2019 1ª giornata | Yeditepe Eagles | 41 – 0 | İzmir Halcyons |  |

| 18-19 maggio 2019 4ª giornata | Kocaeli Sharks | 0 – 48 | İzmir Halcyons |  |

| Balıkesir 2 giugno 2019, ore 16:00 6ª giornata | Bandırma Jets | 28 – 42 | İzmir Halcyons | Bandırma Sanayi Sahası |

| 8-9 giugno 2019 7ª giornata | İzmir Halcyons | 58 – 0 | Ege Dolphins |  |

### Playoff
| 30 giugno 2019 Semifinale | Hacettepe Red Deers | 22 – 18 | İzmir Halcyons |  |

## Statistiche di squadra
| Competizione      | %Vittorie | In casa | In casa | In casa | In casa | In casa | In casa | In trasferta | In trasferta | In trasferta | In trasferta | In trasferta | In trasferta | Totale | Totale | Totale | Totale | Totale | Totale |
| Competizione      | %Vittorie | G       | V       | N       | P       | Pf      | Ps      | G            | V            | N            | P            | Pf           | Ps           | G      | V      | N      | P      | Pf     | Ps     |
| ----------------- | --------- | ------- | ------- | ------- | ------- | ------- | ------- | ------------ | ------------ | ------------ | ------------ | ------------ | ------------ | ------ | ------ | ------ | ------ | ------ | ------ |
| Stagione regolare | .750      | 1       | 1       | 0       | 0       | 58      | 0       | 3            | 2            | 0            | 1            | 90           | 69           | 4      | 3      | 0      | 1      | 148    | 69     |
| Playoff           | .000      | 0       | 0       | 0       | 0       | 0       | 0       | 1            | 0            | 0            | 1            | 18           | 22           | 1      | 0      | 0      | 1      | 18     | 22     |
| Totale            | .600      | 1       | 1       | 0       | 0       | 58      | 0       | 4            | 2            | 0            | 2            | 108          | 91           | 5      | 3      | 0      | 2      | 166    | 91     |